# Primo Carnera
Primo Carnera (26. října 1906, Sequals – 29. června 1967, Sequals) byl italský boxer, mistr světa v supertěžké váze z let 1933 a 1934, v roce 1933 navíc získal titul mistra Evropy a v letech 1933-1935 byl italským šampiónem. Měl přezdívku "kráčející hora" - v době, kdy v Itálii byla průměrná výška 165 cm, měl Carnera 197 cm a 129 kg. Při narození vážil 7 kg.
Je historicky nejúspěšnějším boxerem v počtu KO, když ze 103 zápasů vyhrál 89, z toho v 72 případech soupeře knockoutoval[zdroj?].

## Začátky
Ještě jako teenager emigroval k příbuzným do Francie, kde zpočátku pracoval jako tesař. V roce 1925 v místě jeho bydliště nedaleko Le Mans zastavil cirkus, jehož majitel si všimnul Carnerovy postavy a zaměstnal jej jako zápasníka. Jednoho dne s cirkusem zastavil ve městě Arcachon, kde Carneru zaregistroval Paul Journée, bývalý francouzský boxerský šampión, který jej následně začal trénovat a pak i doporučil manažeru Leonu See, který jej dostal do světa profesionálního boxu.

## Kariéra boxera
Carnera debutoval v Paříži 12. září 1928, kdy na KO porazil Leona Sebilo a vyhrál také následujících šest zápasů. Nejvíce se proslavil zápasy s Baskem Paulino Uzcudunem, Němcem Ernie Schaafem a Američanem Maxem Baerem. Pro zápas s Uzcudunem mu byly boxerskou federací nařízeny menší rukavice[zdroj?], ale Carnera zápas přesto vyhrál.
V zápase s Erniem Schaafem, Schaaf nastupoval do zápasu po prohře s Maxem Baerem, při které si způsobil poškození mozku a i přes 3 další zápasy mělo toto zranění stále vliv v tomto zápase a poté, co ho Carnera knockoutoval ve 13.kole už nenabyl vědomí a později zraněním podlehl v nemocnici. 
Carneru jeho smrt hluboce zasáhla a proto se do ringu se vrátil jen díky titulovému zápasu proti Jacku Sharkeymu.

V zápase s Baerem v roce 1934 si během prvního kola vymknul kotník, nicméně pokračoval v zápase a na technický knockout prohrál až na konci 11. kola. Následující dva měsíce léčil zraněný kotník a s Baerem se chtěl utkat znovu, to mu ale neumožnil jeho manažer.

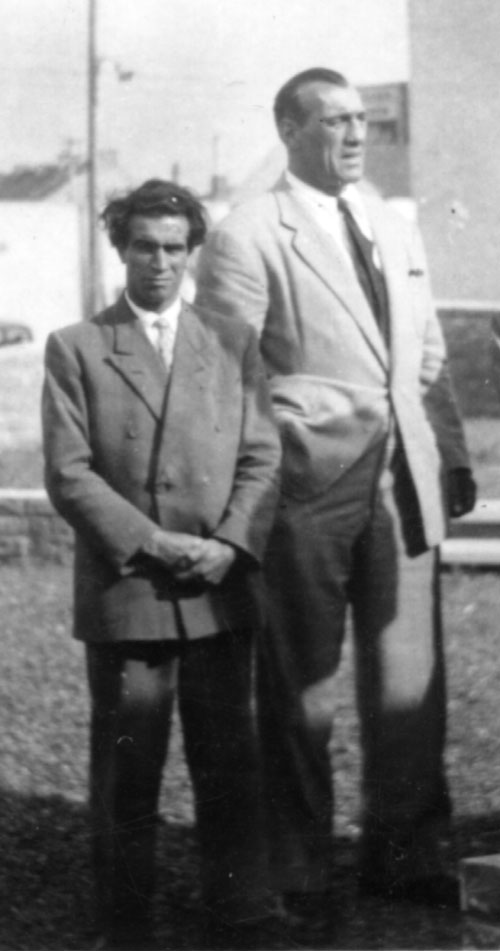
Primo Carnera (vpravo)

## Závěr kariéry a smrt
V kariéře boxera pokračoval až do roku 1937, kdy se vrátil k zápasu a v roce 1946 v ringu skončil definitivně.
V květnu 1967 se vrátil do rodného Sequals, kde 29. června 1967 zemřel.